# 1996 en Nouvelle-Écosse
Chronologie de la Nouvelle-Écosse
- 1992
- 1993
- 1994
- 1995
- 1996
- 1997
- 1998
- 1999
- 2000

Cette page concerne des événements d'actualité qui se sont produits durant l'année 1996 dans la province canadienne de la Nouvelle-Écosse.

## Politique
- Premier ministre : John Savage
- Chef de l'Opposition :
- Lieutenant-gouverneur : J. James Kinley
- Législature :
- Une loi permet la création du Conseil scolaire acadien provincial dans la province.